# Nepal
Nepal (em nepali: नेपाल [neˈpaːl]ⓘ), oficialmente República Democrática Federal do Nepal, é um país asiático da região dos Himalaias. É limitado a norte pelo Tibete, região autónoma da China e a leste, sul e oeste pela Índia. É um país sem costa marítima. A sua capital é Catmandu. No país, se situa o Monte Everest, o ponto mais alto da terra, com 8 848 metros, na fronteira norte com a China (Tibete). As principais cidades desta nação são, além da capital, a cidade-lago de Pokhara e Lumbini, onde nasceu Sidarta Gautama, o Buda. Têm grande importância para o turismo, sendo reconhecidas pela Organização das Nações Unidas para a Educação, a Ciência e a Cultura devido ao valor histórico e por lá se encontrar um grande acervo monumental.
É um país pobre, situado na encosta da cordilheira dos Himalaias, no centro da Ásia. Tem uma das maiores densidades demográficas do continente, com 184 hab./km2. A população nepalesa é composta de 12 etnias, que convivem harmoniosamente. A agricultura emprega 90% da mão de obra, tornando o país grande fornecedor de arroz para a região. Em vez de construção de estradas, conter a erosão do solo há séculos tem sido a principal ocupação dos governantes, sendo que o sistema de terraços usados na irrigação do arroz é um desafio aos meios usados no ocidente para conter o mesmo tipo de erosão.
Fundado no século XVIII, o início da era moderna do Reino do Nepal foi levantado pela dinastia Shah, depois de Prithvi Narayan Shah unificar muitos principados na região. O Nepal é um dos poucos países asiáticos que nunca foi colonizado. Após a Guerra Anglo-nepalesa e o Tratado de Sugauli, em 1816, o Nepal tornou-se um aliado do Império Britânico. A democracia multipartidária evoluiu a partir de 1951 a 1960, quando o rei Mahendra promulgou o sistema Panchayat. Em 1990, o governo parlamentar foi restaurado pelo rei Birendra. O Nepal enfrentou uma década de protestos em massa contra o autoritário rei Gyanendra, que culminou na abolição da monarquia em 2008. Sua segunda assembleia constituinte promulgou uma nova constituição em 2015. Hoje, os principais blocos políticos no Nepal são comunistas, social-democratas e nacionalistas hindus.
O Nepal é uma democracia representativa com sete províncias federais. É um país em desenvolvimento, ocupando a 145.ª posição no Índice de Desenvolvimento Humano (IDH) em 2014. O país está em transição da monarquia para uma república, sofrendo de altos níveis de fome e pobreza. O Nepal tem tratados de amizade com a Índia e Reino Unido, sendo um membro fundador da Associação Sul-Asiática para a Cooperação Regional (SAARC) — a qual mantém seu secretariado permanente em Katmandu — das Nações Unidas e da BIMSTEC. O Nepal é estrategicamente importante devido à sua localização entre as grandes potências da Ásia, China e Índia. Também é importante devido ao seu potencial de energia hidroelétrica.

## Etimologia
A origem do nome do país é idêntica a do nome do povo neuari. Os termos Nepāl, Newār, Newāl e Nepār são formas foneticamente diferentes da mesma palavra e instâncias das várias formas aparecem em textos em diferentes momentos da história. "Nepal" é a forma sânscrita enquanto "Newar" é a forma prácrito. A inscrição sânscrita datada de 512 d.C. encontrada em Tistung, um vale a oeste de Catmandu, contém a frase "saudações ao Nepals", indicando que o termo "Nepal" era usado para se referir tanto ao país quanto ao povo.
O termo "Newar" referindo-se a "habitante do Nepal" apareceu pela primeira vez em uma inscrição datada de 1654, em Catmandu. O padre jesuíta italiano Ippolito Desideri (1684–1733), que viajou para o Nepal em 1721, escreveu que os nativos eram chamados Newars. Foi sugerido que "Nepal" pode ser um sanscritização de "Newar" ou que o termo pode ser uma forma posterior de "Nepal".
Lendas locais dizem que um sábio hindu chamado "Ne" estabeleceu-se no vale de Catmandu em tempos pré-históricos e que a palavra "Nepal" surgiu para designar que o local era protegido ("pala" em páli) pelo sábio "Ne". De acordo com o Escanda Purana, um rishi chamado de "Ne" ou "Nemuni" costumava viver nos Himalaias. No Pashupati Purana, ele é mencionado como um santo e um protetor. Acredita-se que ele praticava meditação nos rios Bagmati e Kesavati e ter ensinado lá.

## História

### Antiguidade

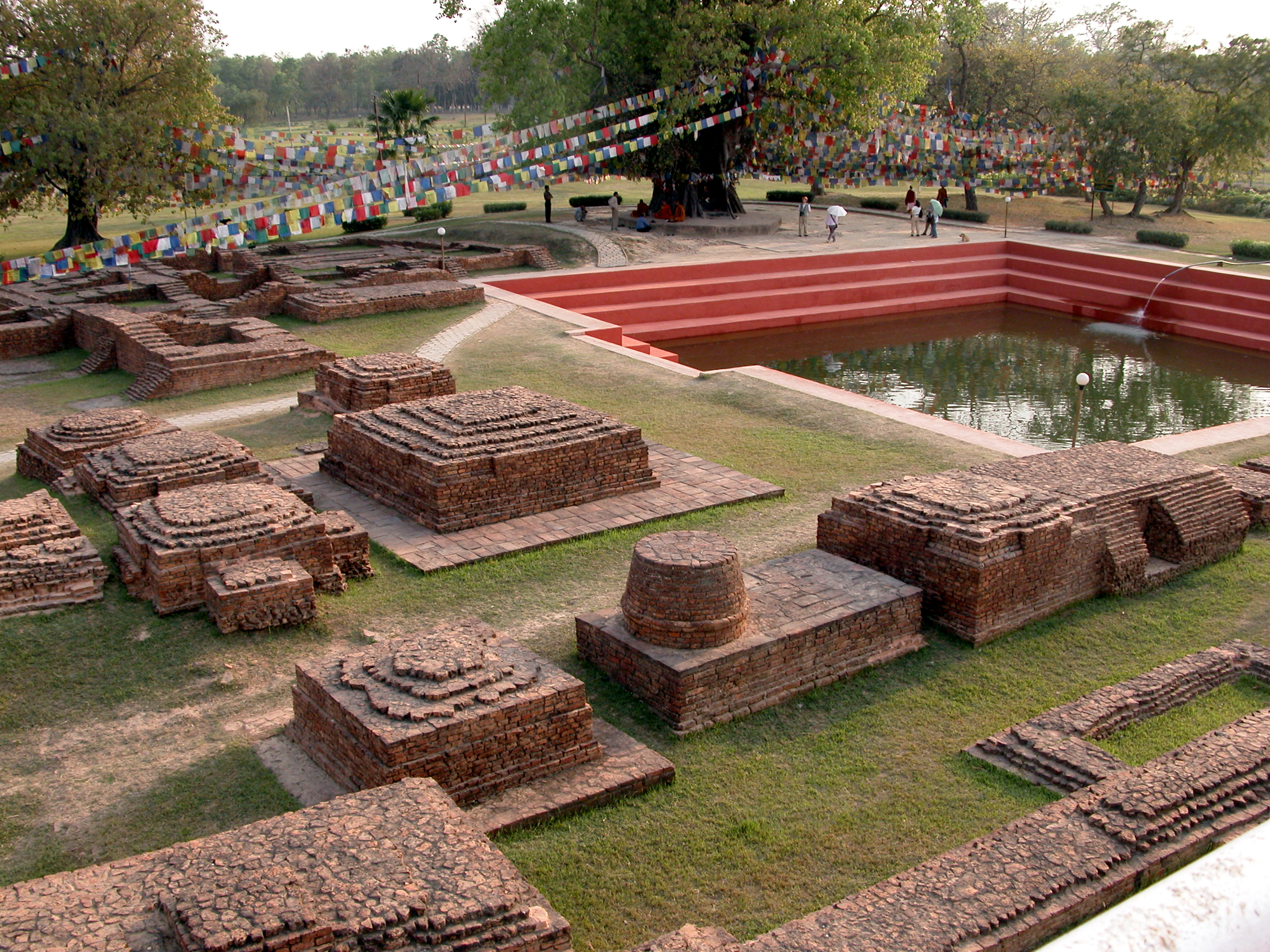
Lumbini, classificado como Patrimônio Mundial pela UNESCO, onde teria nascido Sidarta Gautama, o fundador do budismo, cerca de

A pré-história do Nepal não é clara até ao século VIII a.C. A lenda conta que o vale de Catmandu foi, nas suas origens, um belo lago no qual flutuava uma flor de lótus da qual emanava uma mágica luz. O patriarca chinês Manjushri teria decidido, ante tanta beleza, drenar a água do lago para que a flor pousasse no solo. Para tal, teria se utilizado de sua espada para cortar a parede que fechava o vale e permitir que a água saísse. No lugar em que o lótus teria pousado, o patriarca teria construído um templo (a estupa de Swayambhunath) e uma pequena aldeia de madeira denominada Manjupatan. Se desconhece se esta lenda contém alguma verdade. Mas o certo é que os geólogos comprovaram que o vale já foi coberto de água.
No século VIII a.C., apareceu a cultura quirate, com a invasão destes povos que fundaram, no vale, um reino no qual governaram 28 monarcas, como Yalambar, o mais famoso deles. Os quirates eram avezados comerciantes e ganadeiros. Depois, vieram os Licchavi, procedentes da Índia, que reinaram entre os séculos IX e XII. Do século XIII ao século XVIII estiverem no poder os Mallas, que consolidaram sua hegemonia no país.

### Reino

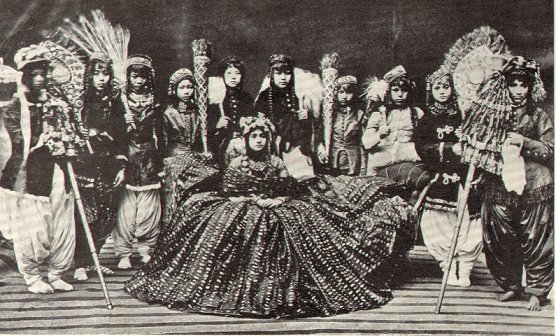
Realeza do Nepal em 1920

Em meados do século XIX, Jung Bahadur Rana tomou o poder assassinando o monarca legítimo e pondo, em seu lugar, um testa de ferro nomeado por ele. Essa posição de testa de ferro passou a ser hereditária, com o nome de primeiro-ministro Rana. Os Ranas governaram o Nepal durante um século, até que, em 1940, uma revolta popular acabou com esta ditadura.
Em 1951, regressou ao Nepal o rei Tribhuvan Bir Bikram, que faleceria quatro anos depois. Foi, então, substituído por seu filho Mahendra Bir Bikram. O país ingressou na Organização das Nações Unidas. Em 1959, se promulgou uma nova constituição e celebraram-se as primeiras eleições do país, vencidas pelo Partido do Congresso. Todavia, um ano depois, o monarca acabou com a incipiente democracia, declarando ineficaz o sistema parlamentar. A partir de 1961, proclamou-se um sistema de democracia dirigida sem partidos políticos. Em 1972, morreu o rei e sucedeu-lhe seu filho Birendra, que continuou a política de seu pai. Em 1980, uma consulta popular ratificou o poder do rei, desprezando a democracia parlamentar.
Em 1983, o rei nomeou o Nepal como estado de paz e recebeu o respaldo de 37 países. Em 1988, já eram 97 os países respaldando o estado de paz, com exceção da Índia e da União Soviética, que não reconheceram esta zona de paz.
Em 1990, o rei dissolveu a Assembleia e formou um novo governo com K.P. Bhattaral como primeiro-ministro. O monarca apresentou uma nova constituição na qual se estabeleceu a democracia multipartidária. Em 1994, continuou como chefe de estado o rei Birendra e como chefe de governo Mohan Adhikari.

### República
O Partido Comunista do Nepal (Maoísta) ganhou o maior número de assentos na eleição da assembleia constituinte realizada em 10 de abril de 2008 e formou um governo de coalizão que incluiu a maioria dos partidos do parlamento. Embora atos de violência tenham ocorrido durante o período pré-eleitoral, os observadores eleitorais consideraram que as eleições em si foram marcadamente pacíficas e "bem-realizadas".
A assembleia recém-eleita se reuniu em Catmandu em 28 de maio de 2008 e, dos 564 membros, 560 votaram para formar um novo governo, sendo que apenas o partido monarquista Rastriya Prajatantra, que teve quatro membros na assembleia, registrou uma posição discordante. O novo governo declarou que o Nepal, a partir de então, tornou-se uma república democrática secular e inclusiva. Posteriormente, o rei foi avisado que deveria desocupar o Palácio Narayanhiti em 15 dias, para que o edifício fosse transformado em um museu público.

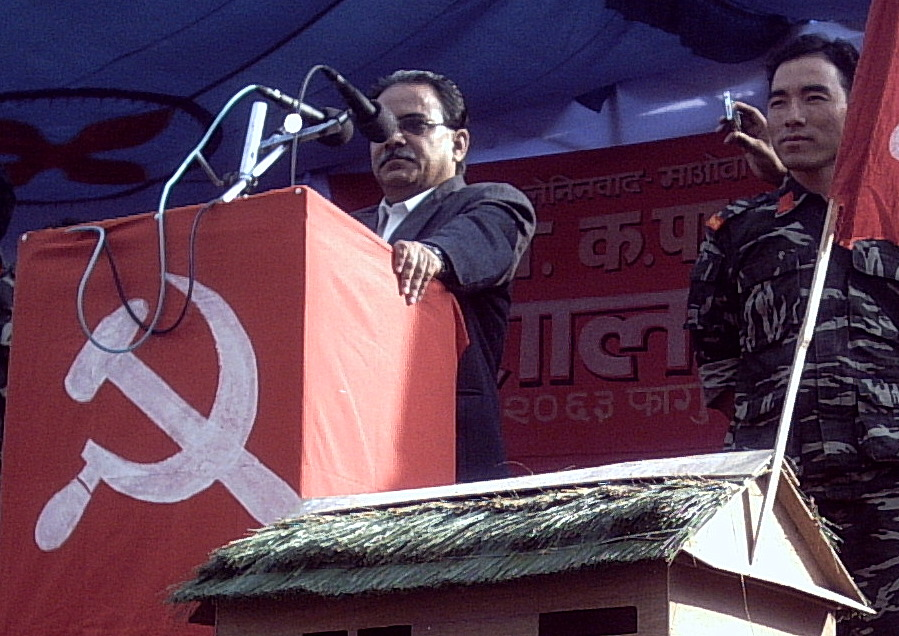
Prachanda, líder do Partido Comunista do Nepal (Maoísta), discursando em um comício em Pokhara

No entanto, as tensões políticas e consequentes batalhas de partilha de poder continuaram. Em maio de 2009, o governo liderado pelos maoistas foi derrubado e outro governo de coligação com todos os principais partidos políticos, exceto os maoistas, foi formado. Madhav Kumar Nepal, do Partido Comunista do Nepal (Marxista-Leninista Unificado), foi feito o primeiro-ministro do novo governo de coalizão. Em fevereiro de 2011, no entanto, o governo de Madhav Kumar Nepal foi derrubado e Jhala Nath Khanal, do mesmo partido, foi feito o primeiro-ministro. Entretanto, em agosto de 2011, o governo de Khanal também foi derrubado e o maoista Baburam Bhattarai foi feito o primeiro-ministro.
Os partidos políticos não foram capazes de elaborar uma nova constituição no tempo estipulado. Isto levou à dissolução da assembleia constituinte, para abrir caminho para novas eleições. Em oposição à teoria da separação dos poderes, Khila Raj Regmi, o então Chefe de Justiça, foi feito presidente do governo provisório. No comando de Regmi, a nação conseguiu ter eleições pacíficas para uma nova assembleia constituinte. As principais forças da assembleia anterior ficaram bem atrás na nova eleição. Em fevereiro de 2014, após o consenso ter sido alcançado entre os dois maiores partidos na assembleia, Sushil Koirala foi empossado como o novo primeiro-ministro nepalês.
Em 25 de abril de 2015, um terremoto de magnitude 7,8 abalou o país e foi registrado a uma profundidade de 15 km. No total, pelo menos 3 800 pessoas foram mortas no Nepal, Índia, Bangladesh e China. Em setembro do mesmo ano, uma nova constituição entrou em vigor no país. O novo texto foi formado com a esperança de trazer estabilidade política ao país depois de décadas de grandes mudanças na configuração de poder. Visa, também, gerar o ambiente favorável para conseguir fomentar o crescimento, desenvolvimento e restauração do país após o terremoto. A nova constituição mudou a divisão do Nepal, tornando o país uma república federal secular com 7 províncias. Algumas regiões, ao sul do país, porém, contam com uma parcela da população descontente com a nova constituição. Essas pessoas, de etnias minoritárias, querem a formação de uma província própria para essas áreas, achando que com a atual configuração elas serão sub-representadas.
Em outubro de 2015, Bidhya Devi Bhandari foi eleita primeira presidente do Nepal.

## Geografia

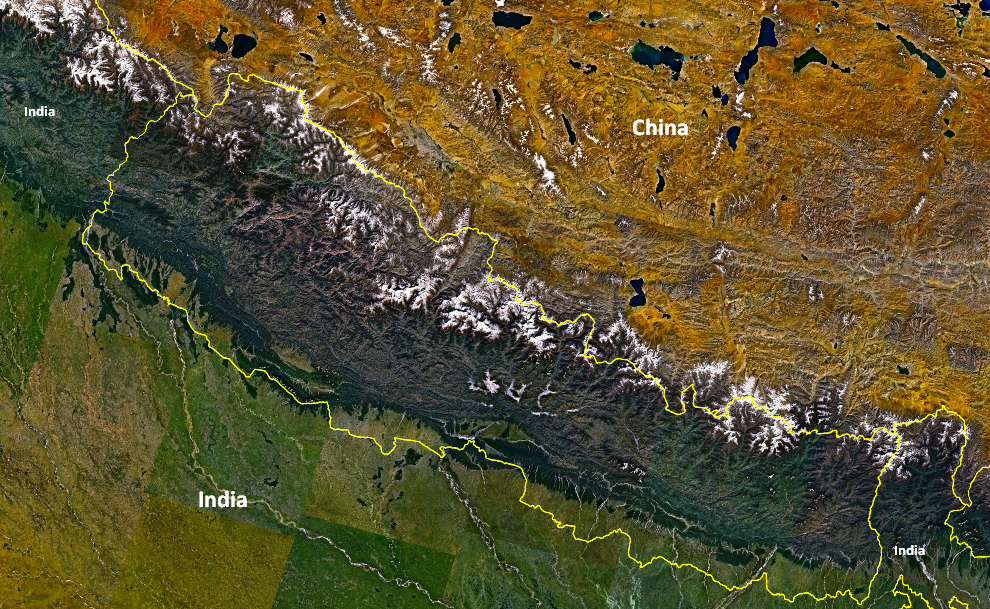
Imagem de satélite do território do país

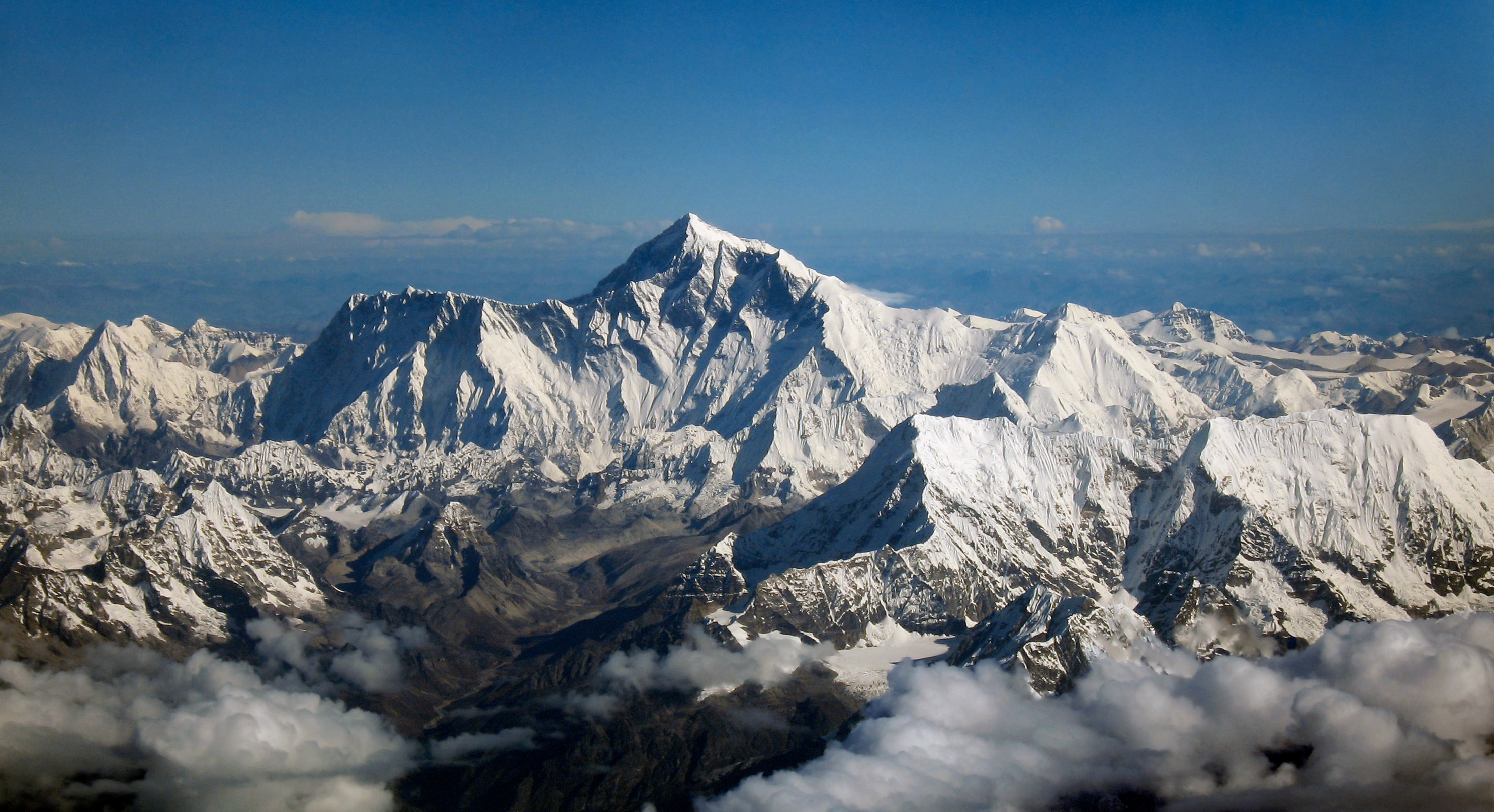
Monte Everest, Tibete, na fronteira China-Nepal

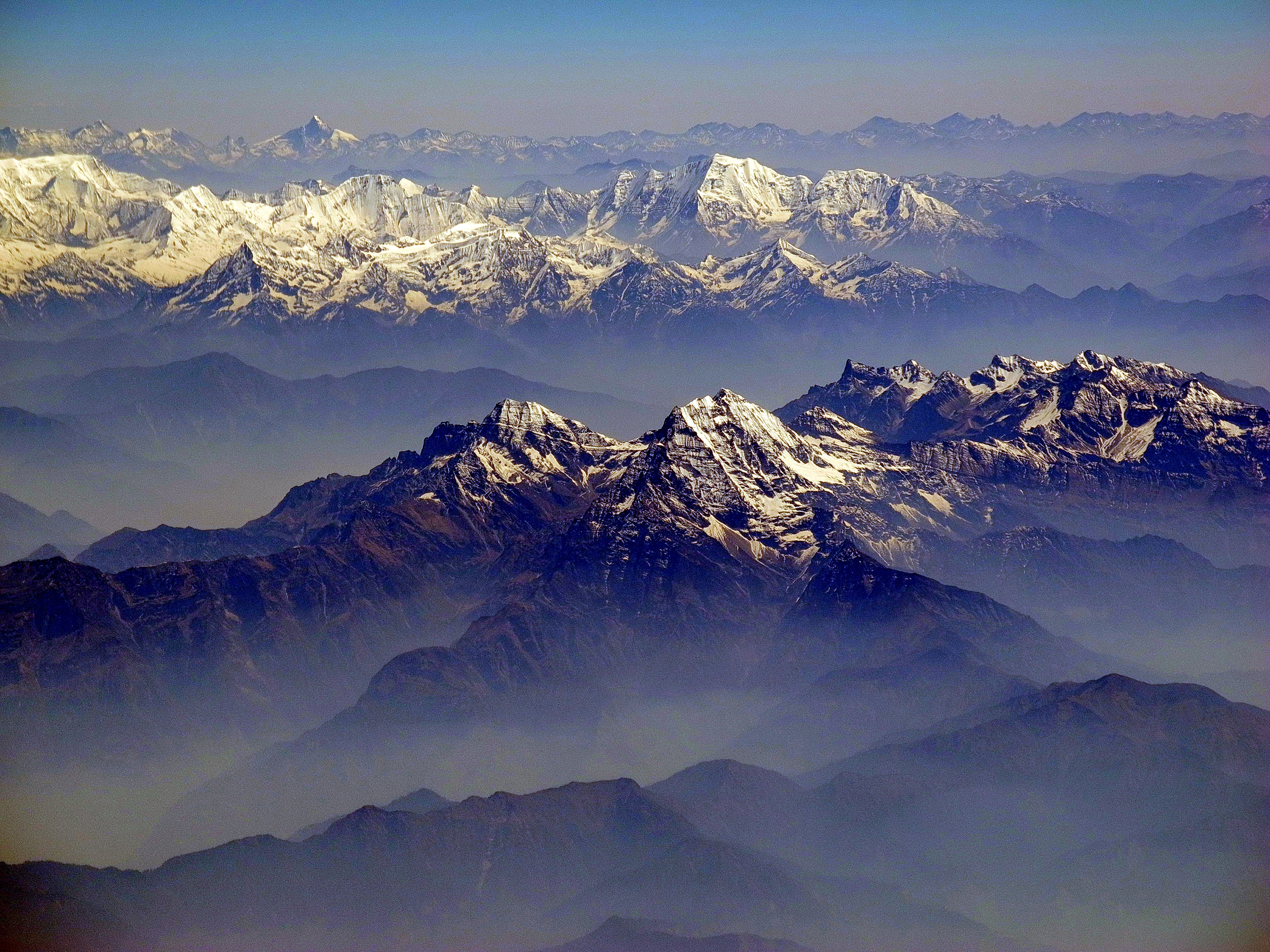
Annapurna, parte da cordilheira dos Himalaias

O Nepal é um pequeno país localizado no sul da Ásia, entre a Índia e a República Popular da China (Tibete). O seu tamanho contrasta com uma superpopulação estimada entre 22 e 23 milhões de habitantes. O relevo do país é composto em grande parte pelas altas montanhas da cordilheira dos Himalaias, com vários picos de mais de 6 000 m de altitude, destacando-se, entre estes, o Monte Everest, o ponto mais alto da Terra. Juntamente com o Everest, o Nepal abriga oito das quatorze montanhas que possuem mais de 8 000 m de altitude. As demais montanhas são: o Kanchenjunga, o Lhotse, o Makalu, o Cho Oyu, o Dhaulagiri I, o Manaslu e o Annapurna I.
O Nepal é conhecido como "o topo do mundo". A capital do país, Catmandu, tem aproximadamente 800 mil habitantes. O país divide-se em 14 estados e 75 distritos. A maior parte da população vive em vilas nas montanhas, que são demarcadas por regiões e números. O clima é frio, porém somente nas montanhas há incidência de neve.
O Nepal pode ser dividido em três regiões geográficas distintas: o Terai ao sul, com altitudes entre 400 e 1 000 m, geográfica e culturalmente semelhante à Índia; a região dos Vales, com altitudes entre 1 000 e 2 000 m, onde está Katmandu e Pokhara; e a região dos Himalaias, com altitudes superiores a 2 000 m.

### Clima
O Nepal segue o regime de monções tendo 3 meses, de meados de junho a meados de setembro, de chuvas. Para quem visita o Terai e a região dos Vales, a chuva não chega a atrapalhar. Já para quem vai fazer trekkings, a época ideal é a primavera (março e abril) e o outono (outubro e novembro), épocas em que a visibilidade das montanhas é ideal e a temperatura não muito fria. Durante o inverno, é possível se fazer trekking, sendo que o único empecilho, contornável com bom equipamento, é o frio.

### Vegetação
Localizado na região dos Himalaias, o Nepal conta com uma das maiores diversidades de flora do planeta. A grande diversidade de altitudes, climas e solos dentro de uma pequena extensão de terra gerou esta grande diversidade por quilômetro quadrado. É estimada a existência de aproximadamente 7 000 espécies de flores de plantas no Nepal e aproximadamente 5% delas não nascem em outras regiões do mundo.

## Demografia

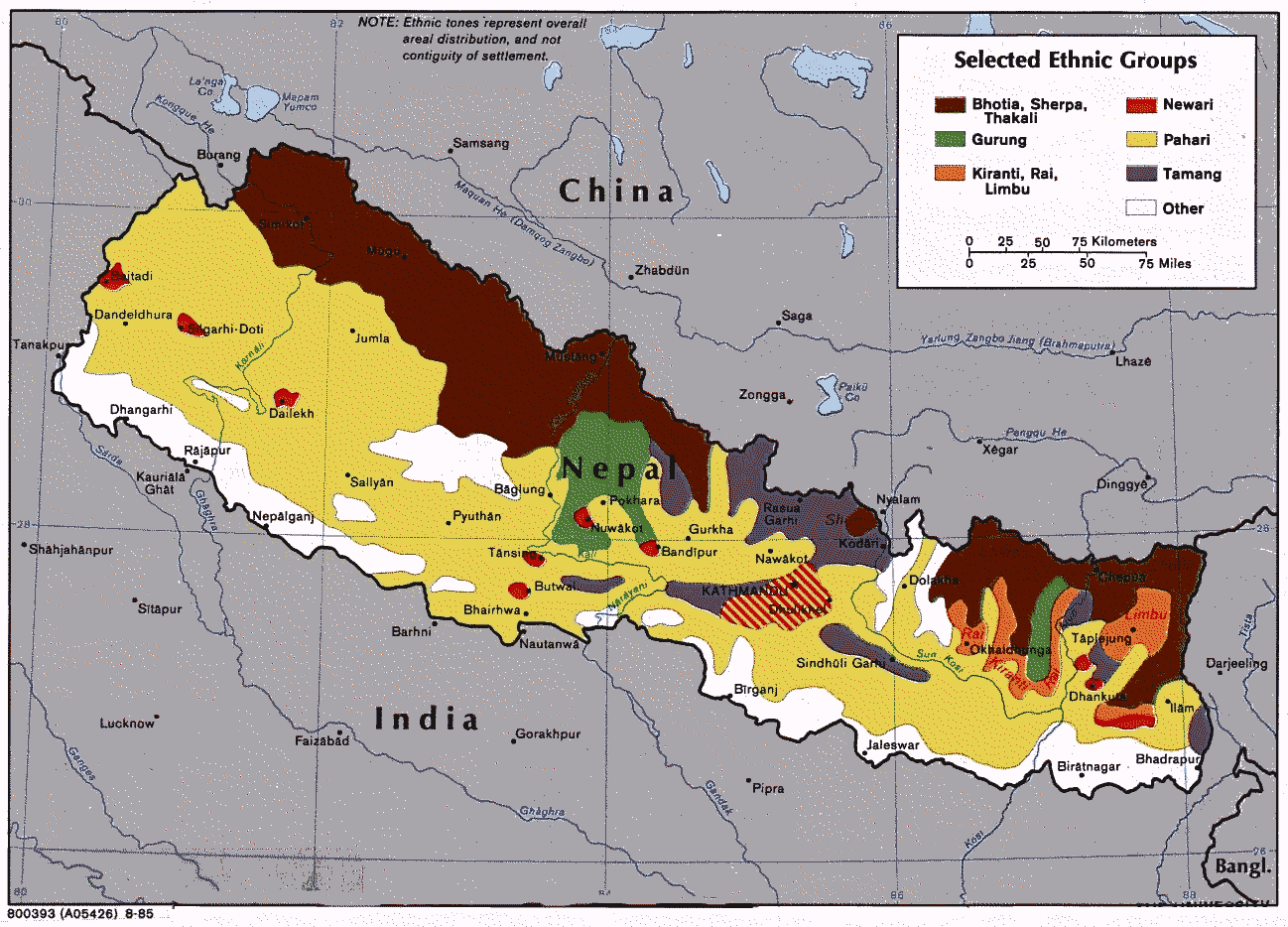
Mapa dos grupos étnicos do Nepal

Em 2018, a população do Nepal era estimada em 29,7 milhões de pessoas (um declínio, se comparado com a década anterior). Os nepaleses são descendentes de três grandes migrações da Índia, Tibete, norte da Birmânia e Yunnan, através de Assam. Entre os primeiros habitantes, figuram os Kirat na região leste, Newar do Vale de Katmandu e aborígenes Tharu na região sul do Terai. Os ancestrais das castas Brâmane e Chetri da Índia vieram de grupos presentes em Kumaon, Garhwal e Caxemira, enquanto outros grupos étnicos, como o Gurung Magar, têm as suas origens no norte da Birmânia, Yunnan e Tibete. As etnias Rai e Limbu têm origem no leste, e a etnia Sherpa Bhotia tem origem no norte do país.
No Terai, que faz parte da Bacia do Ganges e que possui 20% da área total do país, a população é física e culturalmente semelhante aos Indo-arianos do norte da Índia. Indo-Arianos e populações da Ásia Oriental misturaram-se com pessoas que vivem na região da colina. As altas montanhas são escassamente povoadas. O Vale de Kathmandu, no meio da região da colina, constitui uma pequena fração da área da nação, mas é a mais densamente povoada, com quase 5% da população.
Apesar da migração de uma parte significativa da população para as planícies do sul ou para o Terai nos últimos anos, a maioria da população ainda vive no Planalto Central. As montanhas do norte são pouco povoadas. Catmandu, com uma população de cerca de 800 000 habitantes (região metropolitana: 1,5 milhões), é a maior cidade do país. A maior religião é o hinduísmo, professado por mais de 80% da população do país. O Nepal é um país multilíngue, multirreligioso e a sociedade é multiétnica.

## Governo e política
Até 1990, Nepal era uma monarquia absoluta que funcionava sob o controle executivo do rei. Enfrentando um movimento contrário à monarquia absoluta, o rei Birendra, em 1990, concordou com reformas políticas em grande escala e criou uma monarquia parlamentar, sendo o rei chefe de estado e um primeiro-ministro o chefe do governo.

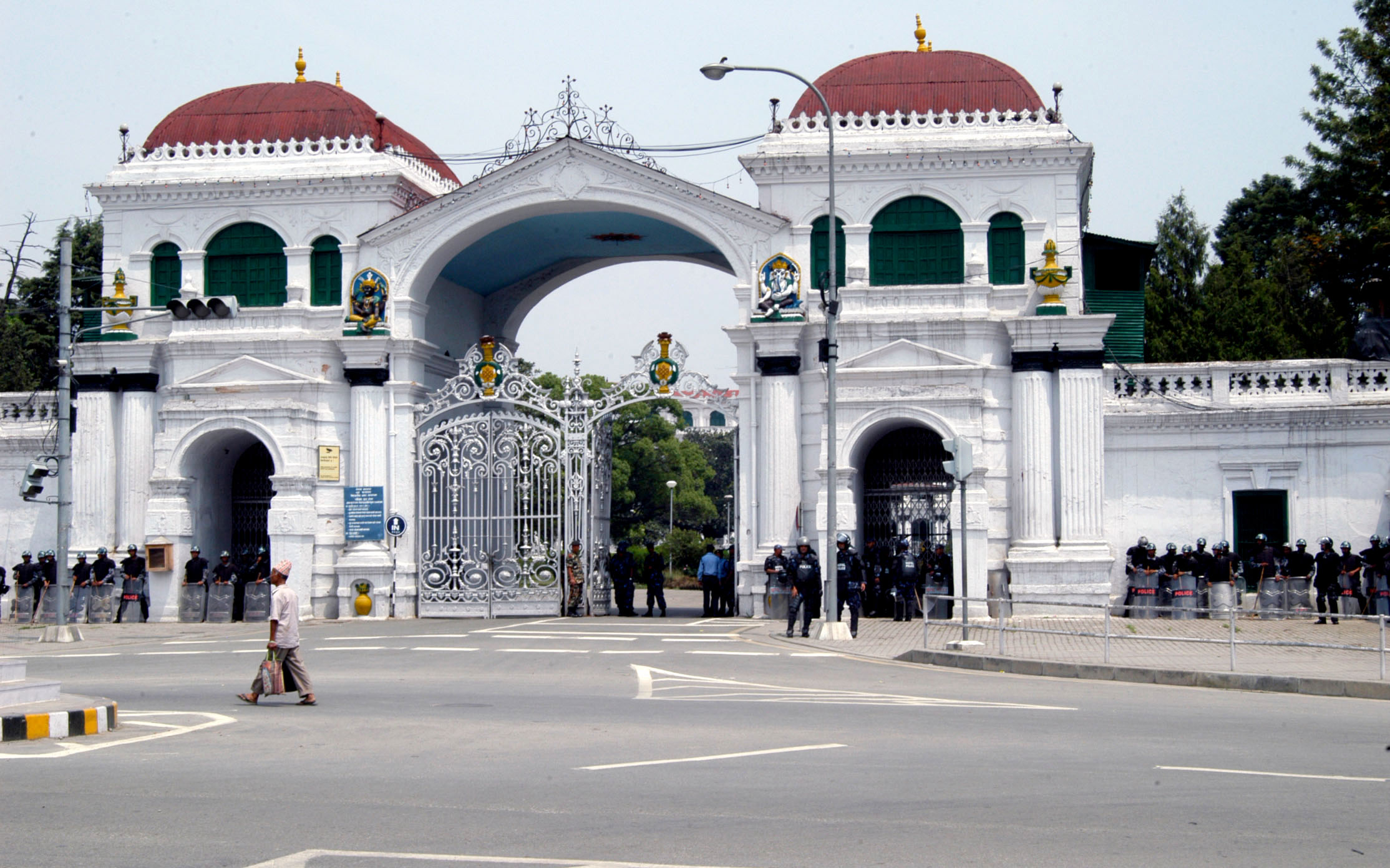
Singha Darbar, em Catmandu, a sede oficial do governo do país

A legislatura de Nepal era bicameral consistindo em uma casa de representantes e de um conselho nacional. A casa de representantes consiste em 205 membros eleitos diretamente pelo povo. O conselho nacional tinha sessenta membros, dez nomeados pelo rei, trinta e cinco eleitos pela casa de representantes e os quinze restantes eleitos por um colégio eleitoral composto por representantes das vilas e das cidades. A legislatura teve um mandato de cinco anos, mas foi dissolvida pelo rei antes do término deste período. Todos os cidadãos do Nepal maiores de 18 anos adquiriram o direito ao voto.
O executivo compreendia o rei e o conselho dos ministros (o gabinete). O líder da aliança ou do partido que obtivesse a maioria dos lugares em uma eleição era nomeado como o ministro principal. O gabinete era nomeado pelo rei por recomendação do ministro principal. Os governos do Nepal tendiam a ser altamente instáveis; nenhum governo sobreviveu por mais de dois anos desde 1991, por colapso interno, dissolução parlamentar, pelo monarca ou por recomendação do ministro principal de acordo com a constituição.
O movimento em abril de 2006 trouxe uma mudança na nação. O rei autocrático foi forçado a deixar o poder. A câmara de representantes dissolvida foi restaurada. A câmara de representantes deu forma a um governo que manteve conversações da paz bem-sucedidas com os rebeldes maoistas. Uma constituição interina foi promulgada e criada uma câmara de representantes interina com membros maoistas. O número dos assentos foi aumentado para 330. O processo da paz em Nepal deu um grande passo adiante em abril de 2007, quando o Partido Comunista do Nepal (Maoista) se juntou ao governo provisório do Nepal. Depois do acordo de 23 de dezembro de 2007, foi estabelecida a república em 2008; uma maioria simples do conjunto constituinte, a ser eleita em 2008, votou pela abolição da monarquia. A assembleia constituinte do Nepal decidiu abolir, a 25 de maio de 2008, a única monarquia hinduísta do mundo e fazer nascer a sua mais nova república, depois de os rebeldes maoistas terem vencido as eleições de 10 de abril de 2008.
Em setembro de 2015, entrou em vigor uma nova constituição para o país. Essa estabeleceu uma nova República Federal, dividindo o país em 7 províncias. Foi estabelecido um Estado secular. A constituição trouxe cotas para representação política de grupos discriminados historicamente, como as mulheres, comunidades indígenas e pessoas de castas baixas.

### Bandeira

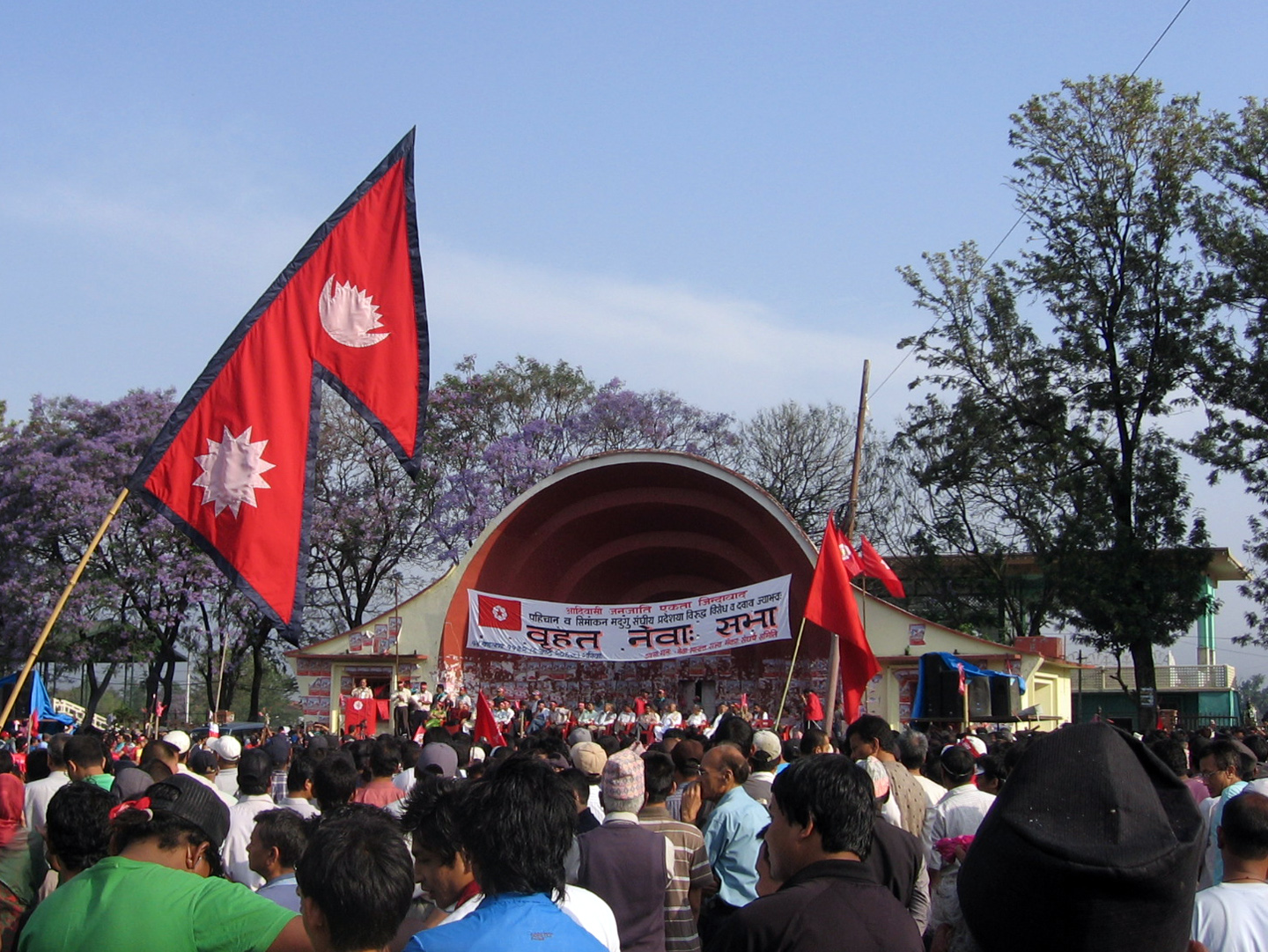
Bandeira nepalesa durante um protesto em Catmandu

A bandeira do Nepal é atualmente a única bandeira nacional no mundo que não tem uma forma quadrilátera. De acordo com a sua descrição oficial, o vermelho na bandeira representa a vitória na guerra ou a coragem e é também a cor da flor do rododendro, a flor nacional do Nepal. A cor azul da borda significa paz. A Lua curvada é um símbolo da natureza pacífica e calma do Nepal, enquanto o Sol representa a agressividade dos nepaleses guerreiros.

### Relações internacionais e forças armadas

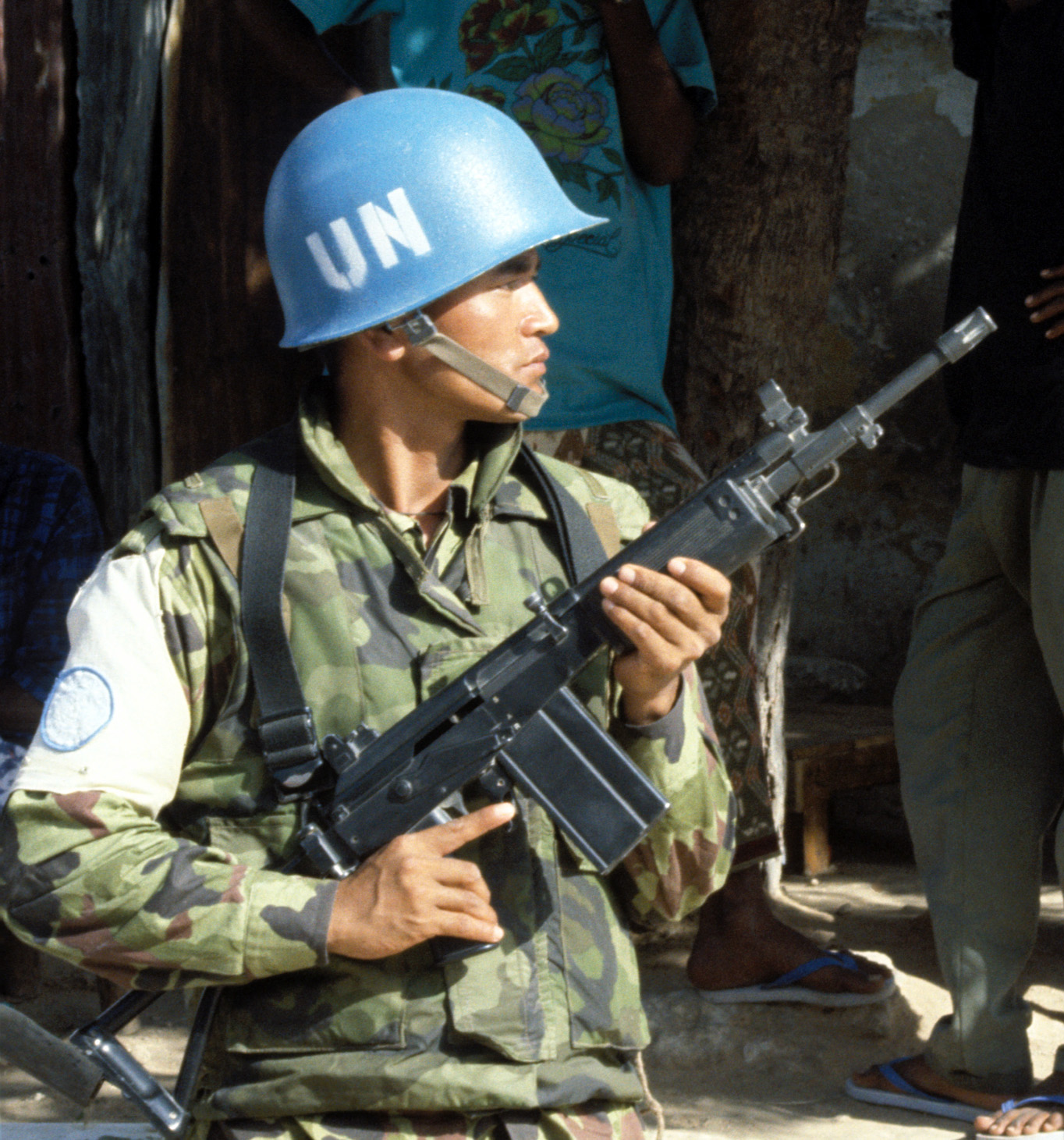
Um membro da Força de Reação Rápida do Nepal (QRF) portando uma variante do fuzil de assalto Galil.

O Nepal tem laços estreitos com ambos os seus vizinhos, Índia e China. De acordo com um tratado de longa data, os cidadãos indianos e nepaleses podem viajar livremente entre os dois países, sem passaporte ou visto. Cidadãos nepaleses podem trabalhar na Índia, sem qualquer restrição legal. No entanto, uma vez que o governo nepalês tem sido dominado por socialistas, enquanto o governo indiano tem sido controlado na maior parte por partidos de direita, a Índia tem remilitarizado a "porosa" fronteira indo-nepalesa para sufocar o fluxo de grupos islâmicos. O Exército Indiano mantém sete regimentos constituídos por tropas gurcas recrutadas principalmente do Nepal.
O Nepal estabeleceu relações com a República Popular da China em 1 de agosto de 1955 e as relações têm sido baseadas nos "Cinco Princípios de Coexistência Pacífica". O país ajudou a China após o sismo de Sichuan de 2008 e a China prestou assistência econômica para a infraestrutura nepalesa. O Nepal também tem ajudado a reduzir os protestos antiChina da diáspora tibetana.
As forças armadas locais consistem no Exército que inclui o serviço aéreo do exército nepalês. A Polícia Nepalesa é a polícia civil, enquanto a Polícia Armada Nepal é a força paramilitar. O serviço militar é voluntário e a idade mínima para o alistamento é de 18 anos. Em 2004, o país gastou 99,2 milhões de dólares com seus militares, ou 1,5% do PIB nepalês. Grande parte dos equipamentos e armas usadas no país são importadas da Índia. Nos novos regulamentos do Exército, soldados do sexo feminino são impedidas de participar de situações de combate e de lutar na linha de frente da guerra. No entanto, elas estão autorizadas a fazer parte do exército em áreas como inteligência, comunicação e operações.

## Subdivisões
O Nepal era dividido em 5 regiões de desenvolvimento, que por sua vez se dividiam em 14 zonas, divididas outra vez em 75 distritos, que se dividiam em 3 915 comitês de desenvolvimento de vilas e 58 municípios (esta última denominação era reservada a localidades de caráter mais urbano que rural). Cada distrito era dirigido por um oficial principal fixo do distrito, responsável por manter a lei e a ordem e coordenar o trabalho de agências do campo dos vários ministérios do governo. As 14 zonas eram:
- Bagmati (1)
- Bheri (2)
- Dhaulagiri (3)
- Gandaki (4)
- Janakpur (5)
- Karnali (6)
- Kosi (7)
- Lumbini (8)
- Mahakali (9)
- Mechi (10)
- Narayani (11)
- Rapti (12)
- Sagarmatha (13)
- Seti (14)

Com a constituição de 2015, o país passou a organizar-se de uma maneira diferente. O país passou a ser dividido em 7 províncias, subdividas em distritos, cada distrito é dividido e administrado por um governo regional próprio. As províncias com seus distritos são:

## Economia

Principais produtos de exportação do Nepal em 2019

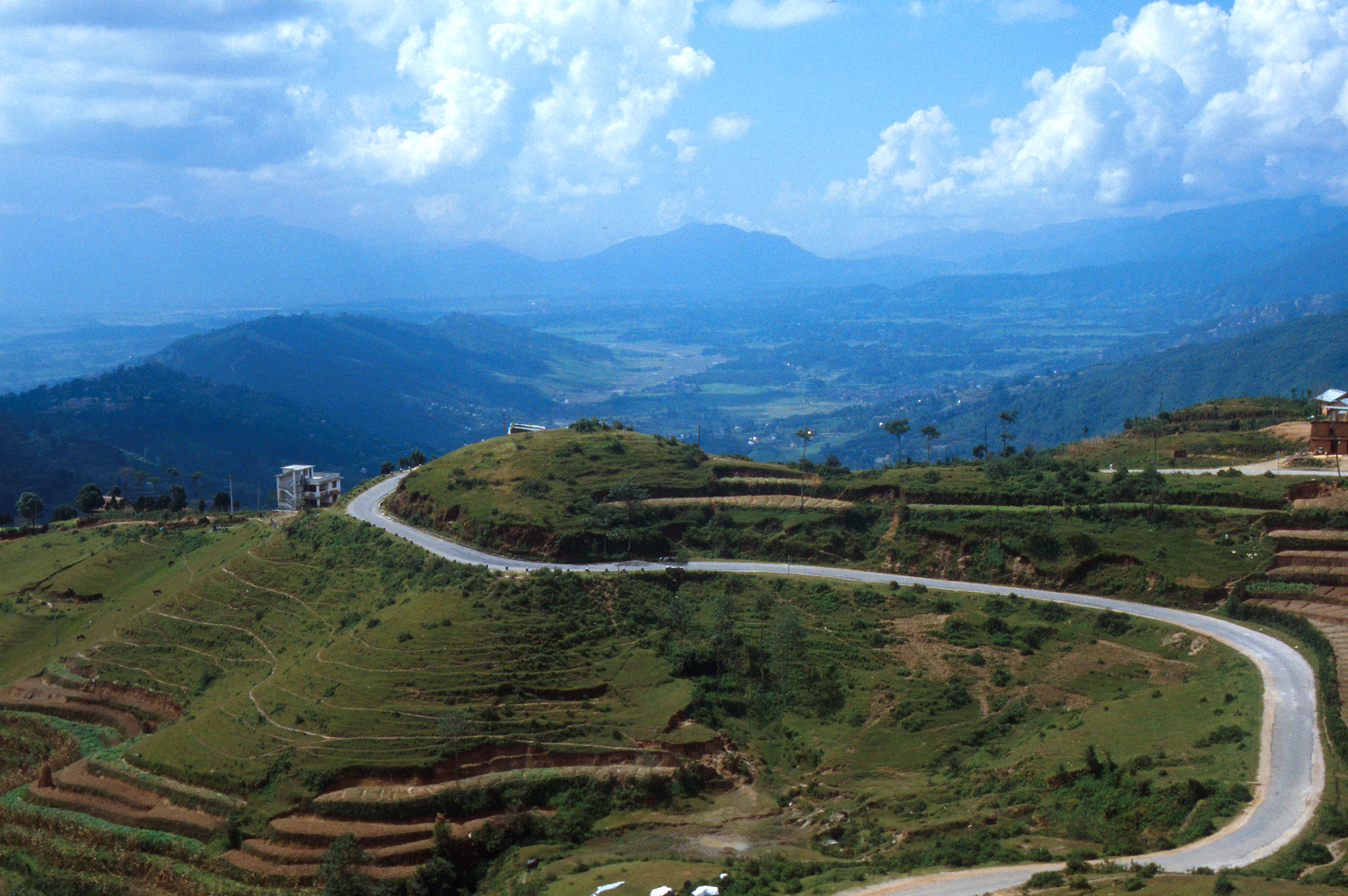
Terraços agrícolas nos Himalaias

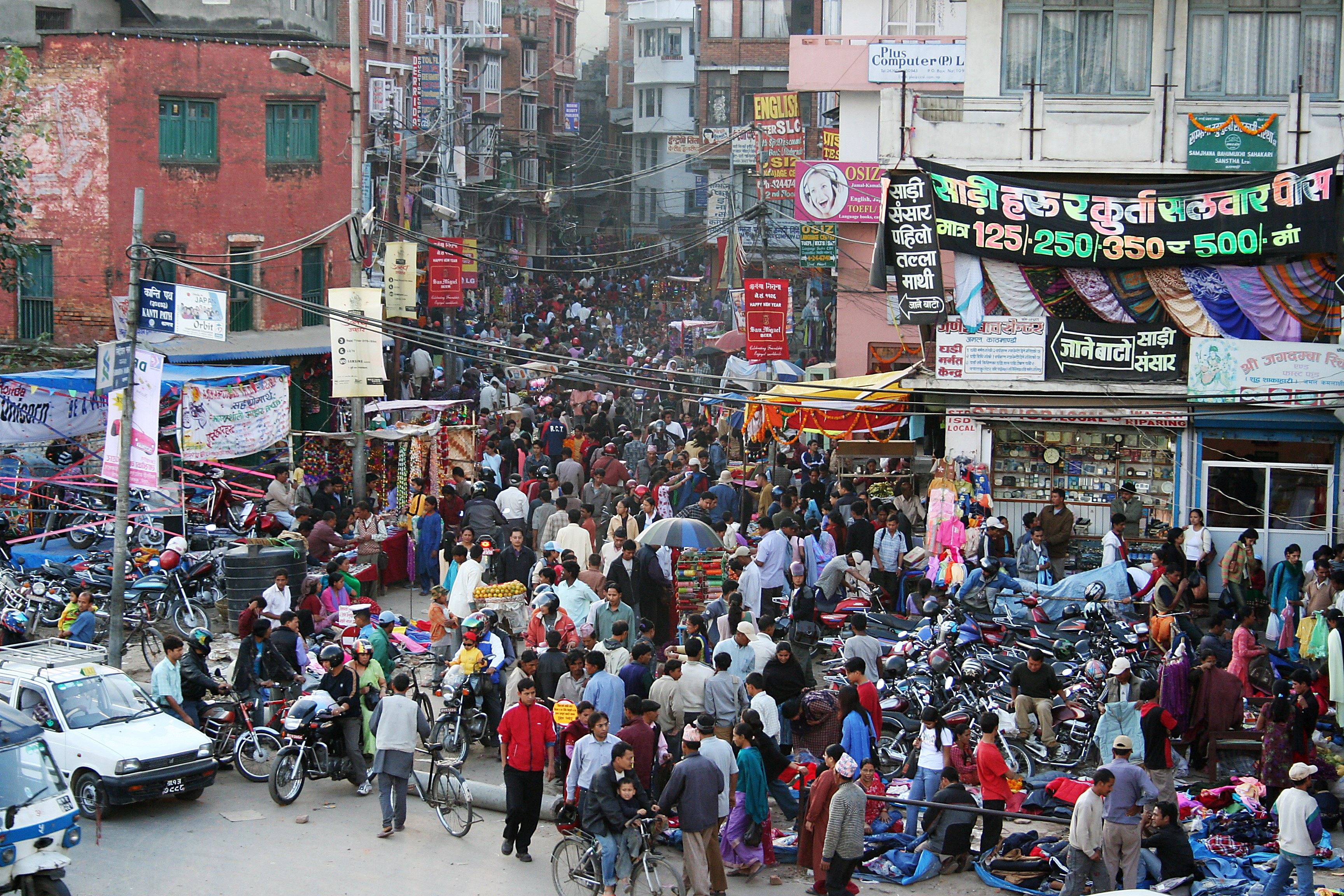
Comércio de rua em Catmandu

O Nepal é uma nação pobre, com uma economia baseada na agricultura e no turismo. Cerca de 90% dos habitantes trabalham na agricultura, principalmente no cultivo de arroz. A influência indiana, cada vez mais forte, em pouco tempo originou uma sociedade de castas fortemente indianizada e poderoso centro budista.
O turismo cresce desde que a democracia foi restaurada, em 1990, ajudado pela abolição das restrições a estrangeiros em 18 áreas, a noroeste do país. Lumbini — a terra natal de Buda — e a cidade-lago de Pokhara estão entre as principais atrações.
O produto interno bruto (PIB) do Nepal em 2013 foi estimado em 42,060 bilhões * de dólares dos Estados Unidos. Em 2010, a agricultura foi responsável por 36,1% da composição do produto interno bruto, os serviços compreendiam 48,5% e a indústria respondia por 15,4% na mesma composição. Embora a agricultura e a indústria estejam se contraindo, a contribuição do setor de serviços está aumentando. A agricultura emprega 76% da força de trabalho no país, os serviços empregam 18% e a indústria de transformação ocupa 6% dos postos de trabalho. A produção agrícola — principalmente cultivada na região de Terai, na fronteira com a Índia — é predominante o cultivo do chá, arroz, milho, trigo, cana de açúcar e tubérculos. A indústria envolve principalmente o processamento de produtos agrícolas, incluindo a juta, cana de açúcar, tabaco e grãos. A sua força de trabalho sofre de uma grave escassez de mão de obra qualificada.
O crescimento econômico do Nepal continua a ser negativamente afetado pela incerteza política. No entanto, a elevação real do produto interno bruto aumentou em quase 5% entre 2011 e 2012, uma melhoria considerável no crescimento econômico, sendo a segunda maior taxa de crescimento no período pós-conflito. As fontes de crescimento dar-se-ão principalmente na agricultura, na construção civil e outros serviços. A contribuição do crescimento do consumo impulsionado pelas remessas diminuiu desde 2010. Embora o crescimento de remessas tenha diminuído para 11% em 2010, no ano seguinte aumentou para 37%. Estima-se que as remessas sejam equivalentes a 25–30% do produto interno bruto. A inflação correspondeu a 9,5% em 2012.
Aproximadamente 25,2% da população nepalesa vive abaixo da linha de pobreza, conforme dados de 2012 divulgados pelo Banco Mundial. Houve melhoria de 87% com relação ao acesso à fonte de água potável no meio rural, no ano de 2011.

## Infraestrutura

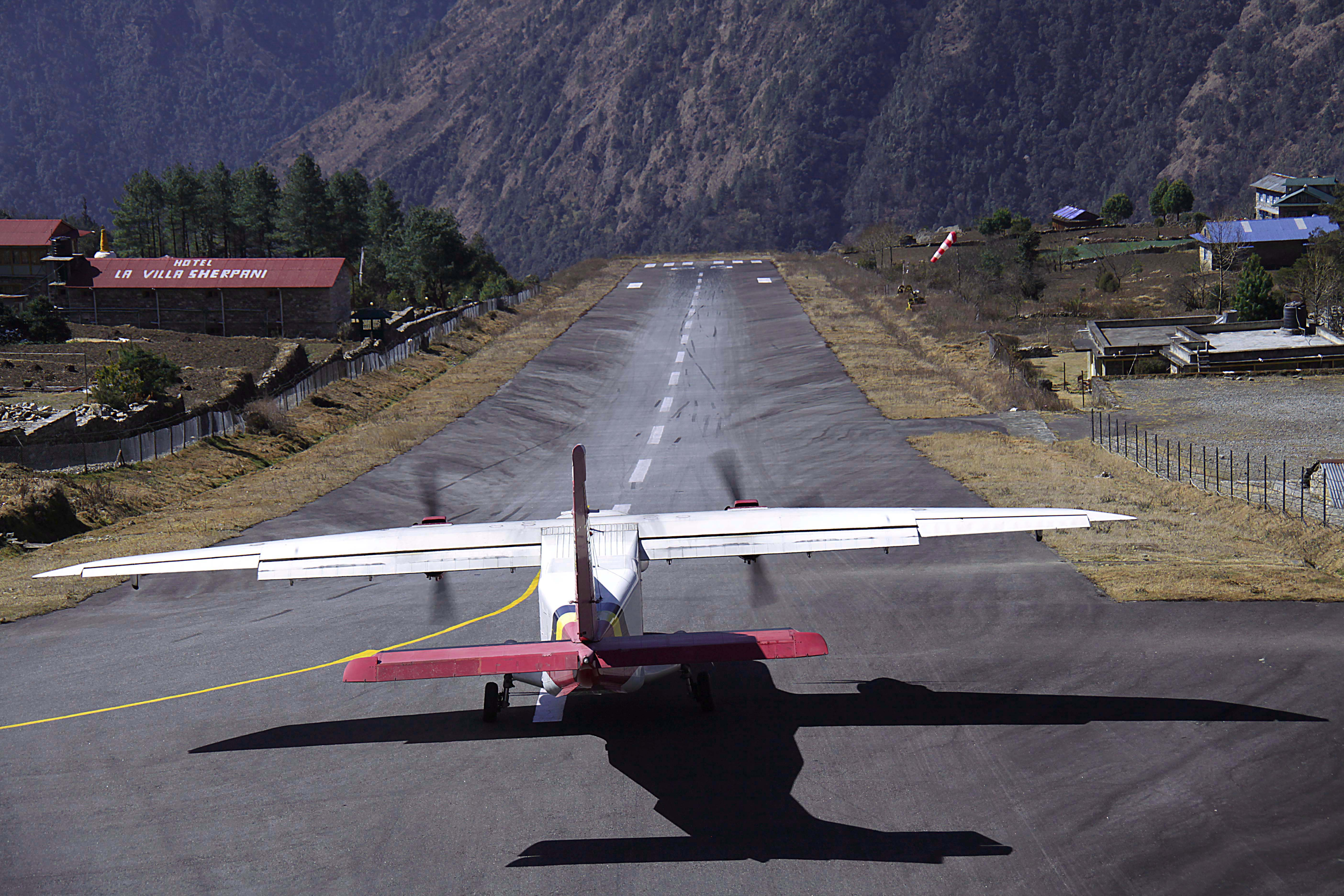

### Energia
A maior parte da energia no Nepal é proveniente de lenha (68%) de resíduos agrícolas (15%), de esterco dos animais (8%), e importados de combustíveis fósseis (8%). Com exceção de alguns depósitos de lenhite, o Nepal não tem depósitos de petróleo, gás ou carvão conhecidos. Todos os combustíveis fósseis comerciais (principalmente petróleo e carvão) são importados da Índia ou dos mercados internacionais encaminhados através da Índia e China. Importações de combustíveis absorvem mais de um quarto das receitas em divisas do Nepal. A eletricidade corresponde a apenas 1% da energia gerada no país. Paradoxalmente, a natureza perene de rios do Nepal e a topografia íngreme do país oferecem condições ideais para o desenvolvimento de alguns dos maiores projetos hidrelétricos do mundo. As estimativas atuais colocam o potencial hidroelétrico economicamente viável do Nepal seja de aproximadamente 83 000 MW, em 66 locais previamente estudados pelo projeto hidrelétrico. No entanto, atualmente o Nepal tem sido capaz de explorar apenas cerca de 600 MW a partir de 20 grandes usinas hidrelétricas e uma série de pequenas e micro usinas hidrelétricas. Há 9 principais usinas hidrelétricas em construção e 27 locais adicionais considerados aptos para o potencial desenvolvimento hidroelétrico. Apenas cerca de 40% da população do Nepal tem acesso à eletricidade fornecida pelo governo. Há uma grande disparidade entre as áreas urbana e rural. A taxa de electrificação em áreas urbanas é de 90%, enquanto a taxa para as zonas rurais é de apenas 5%. Cortes de energia de até 22 horas por dia ocorrem em determinados lugares em períodos de pico de demanda de inverno e o pico de demanda de energia elétrica é quase o dobro a capacidade ou a capacidade confiável. A posição do setor de energia continua a ser insatisfatório por causa de tarifas altas, elevadas perdas no sistema, custos de geração, altas despesas gerais e maior demanda doméstica.

## Cultura

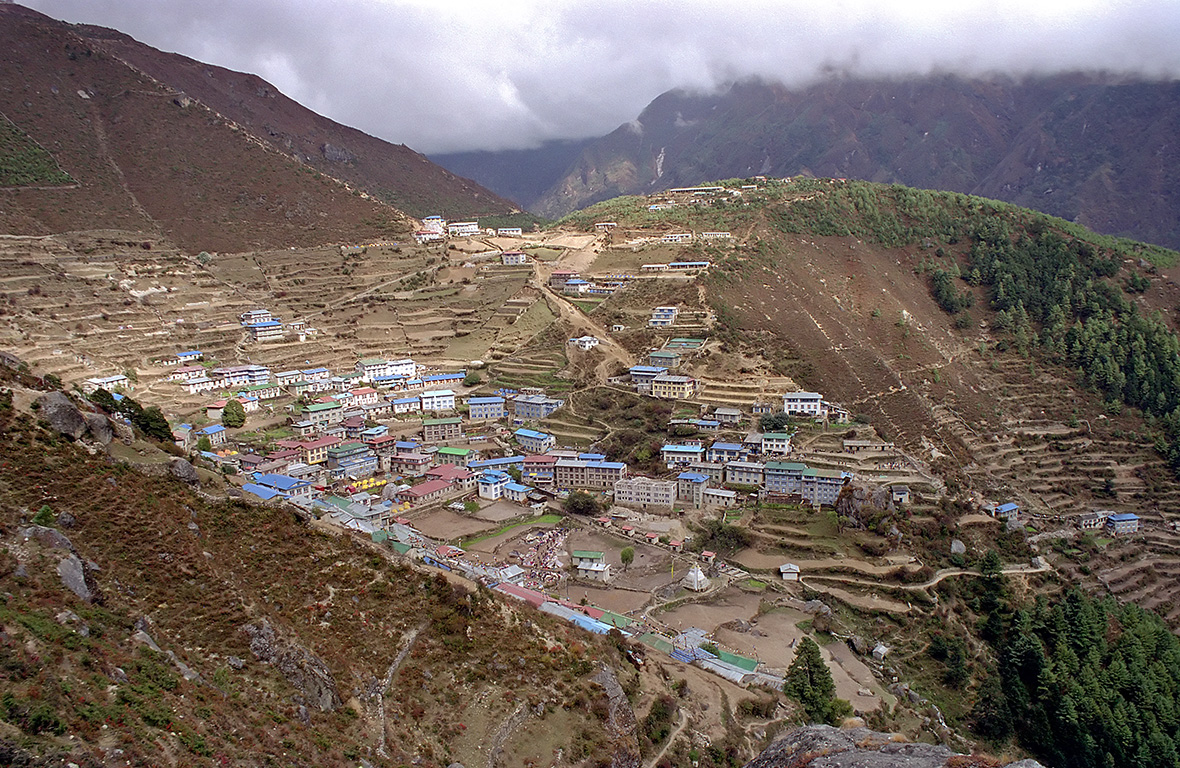
A famosa aldeia de Namche Bazaar Khumbu, na região próxima ao monte Everest se situa em uma plataforma que lembra um gigantesco anfiteatro grego

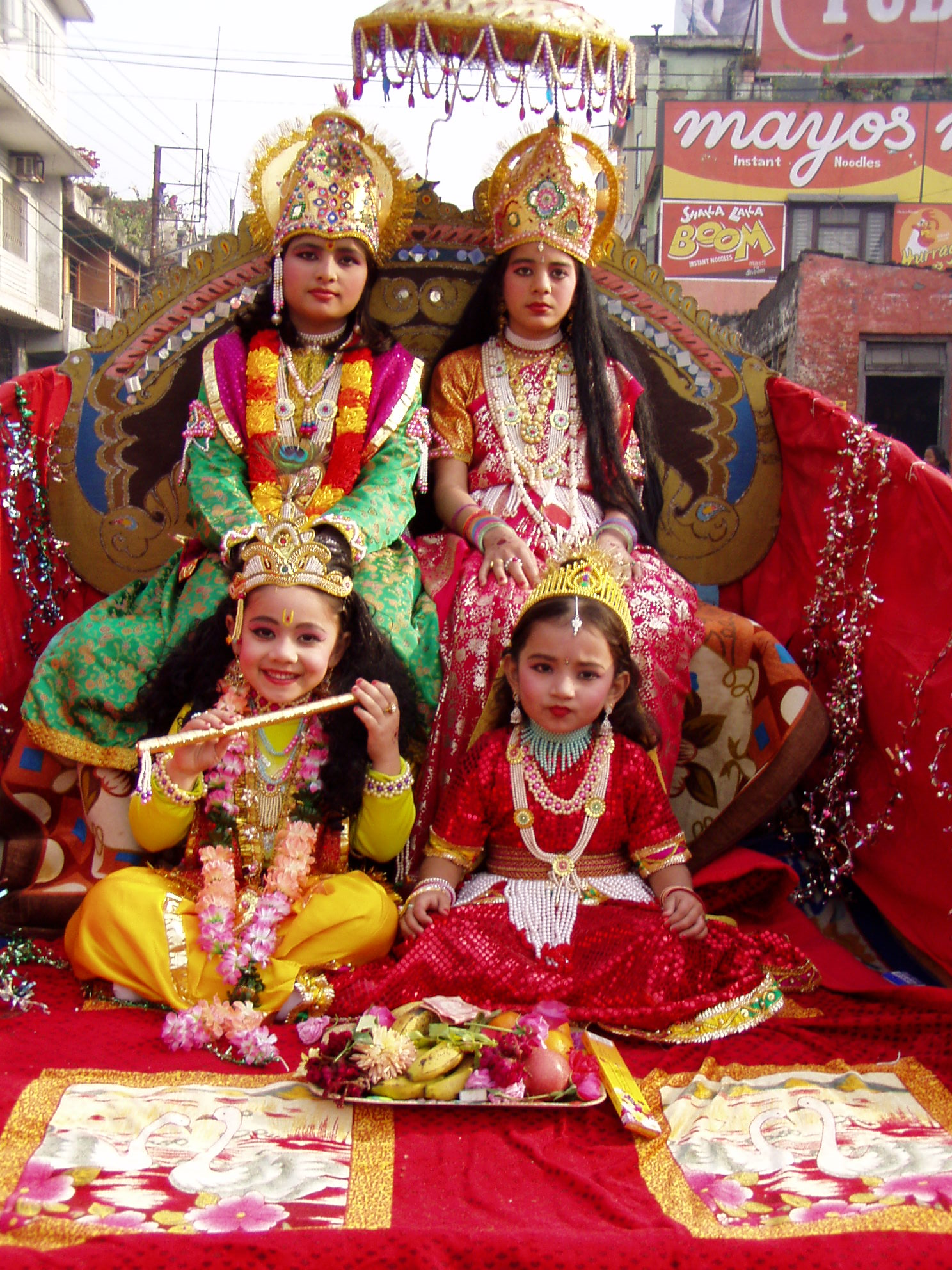
Meninas hinduístas nepalesas vestidas com roupas típicas durante celebração religiosa. As meninas mais ao alto estão representando os deuses Vixnu e Lakshmi e as duas mais abaixo os deuses Crichna e Radha

A cultura nepalesa é muito variada, refletindo as diferentes origens étnicas de seu povo. Como cerca de 80% da população é hinduísta, a cultura nepalesa tem muitos costumes, crenças e tradições hindus. Entretanto a influência do budismo, que abrange cerca de 10% da população, é grande. As duas religiões coexistem e ritos hinduístas e budistas que acompanham o nascimento, o casamento e a morte são praticados conjuntamente.
O folclore é uma parte integrante da sociedade nepalesa. Contos folclóricos estão enraizados na realidade do dia a dia. Contos de amor e de batalhas, bem como demônios e fantasmas, refletem o estilo de vida local, bem como suas culturas e crenças. Muitos contos folclóricos nepaleses são contados mediante a integração de dança e música.

### Calendário
O ano nepalês começa em meados de abril e está dividido em 12 meses. Sábado é o dia oficial de descanso. Dentre os feriados nacionais estão o Dia Nacional, a comemoração do aniversário do rei (28 de dezembro), o Prithvi Jayanti (11 de janeiro), Dia do Mártir (18 de fevereiro), e uma mistura de festivais hindus e budistas, tais como o festival dashain no outono, e o tihar no final do outono. Durante o tihar, a comunidade Newar também comemora o seu ano-novo por seu calendário local, Nepal Sambat.

### Culinária

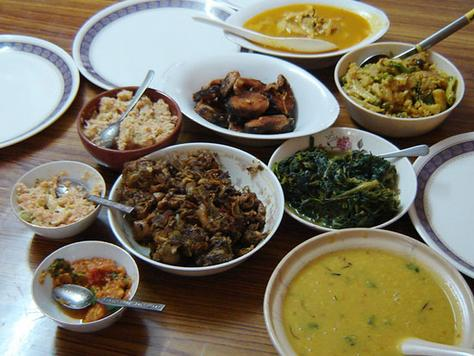
Pratos da culinária tradicional nepalesa

Como os hinduístas são, em grande medida, vegetarianos, à semelhança do que se passa na vizinha Índia, a culinária nepalesa reflete uma dieta vegetariana. Um prato tipicamente nepalês (alguns ironizam dizendo que é o único prato nepalês) é o dal bhat, cuja base é uma porção de arroz (bhat) branco cozido e uma sopa ou molho muito pouco espesso de lentilhas (dal). Usualmente, pode incluir outros molhos, nomeadamente chetnim (também chamado chutney) e outros ingredientes. Usualmente, é servido num tabuleiro onde se encontram um prato ou tigela de arroz, vários copos com os molhos e sopas, apresentando-se os restantes ingredientes, se existirem, noutras tigelas. Uma das variantes mais populares é o dal bhat tarkari, que, além do arroz e do dal, inclui uma porção de caril de vegetais (tarkari). Além do tarkari, é comum se incluir iogurte e, por vezes, caril de carne, frango, borrego ou peixe. Embora, para muitos paladares pouco acostumados com comida picante, a comida nepalesa possa parecer algo picante, em comparação com outras zonas do sul da Ásia e Extremo Oriente praticamente a comida nepalesa está longe de ser verdadeiramente picante.

### Moradias típicas
A maior parte das casas na área rural do Nepal é constituída com uma estrutura de bambu muito resistente e paredes recobertas de barro e uma mistura com esterco de vaca. Este tipo de habitação permanece fresca no Verão e mantém o calor no inverno. As casas nas colinas são normalmente feitas de tijolo cru com thatch, "telhado de telha". Em altas altitudes, as construções mudam para alvenaria e pedra ardósia pode ser utilizada nos telhados.

### Os neuaris
Os neuaris (ou newars), um povo indígena do vale de Catmandu, exercem grande influência sobre a cultura nepalesa. A música típica neuari é constituída principalmente por instrumentos de percussão, apesar de instrumentos de sopro, tais como flautas e outros similares, também serem utilizados. Instrumentos de corda são muito raros. Existem canções relativas a determinadas épocas do ano e festivais. Existem determinados instrumentos musicais, como dhimay e bhusya, que são reproduzidos apenas de forma instrumental e não são acompanhados de vocal. Também há muitas canções folclóricas conhecidas como geet e lok lok dohari.
As danças neuaris podem ser globalmente classificadas em bailes mascarados e não mascarados. A mais representativa dança é a Lakhey. Quase todas as vilas de neuaris realizam a dança Lakhey pelo menos uma vez por ano, principalmente no mês Goonlaa.